# CHMX-FM
CHMX-FM (Lite 92 FM – Regina’s Soft Rock) ist ein privater Hörfunksender aus Regina, Saskatchewan, Kanada. Der Sendestart erfolgte am 4. Februar 1966. Der Radiosender wird seither vom Unternehmen Harvard Broadcasting Inc. betrieben. Das Sendeformat entspricht dem Soft Adult Contemporary.